# Fichtenmarderfell

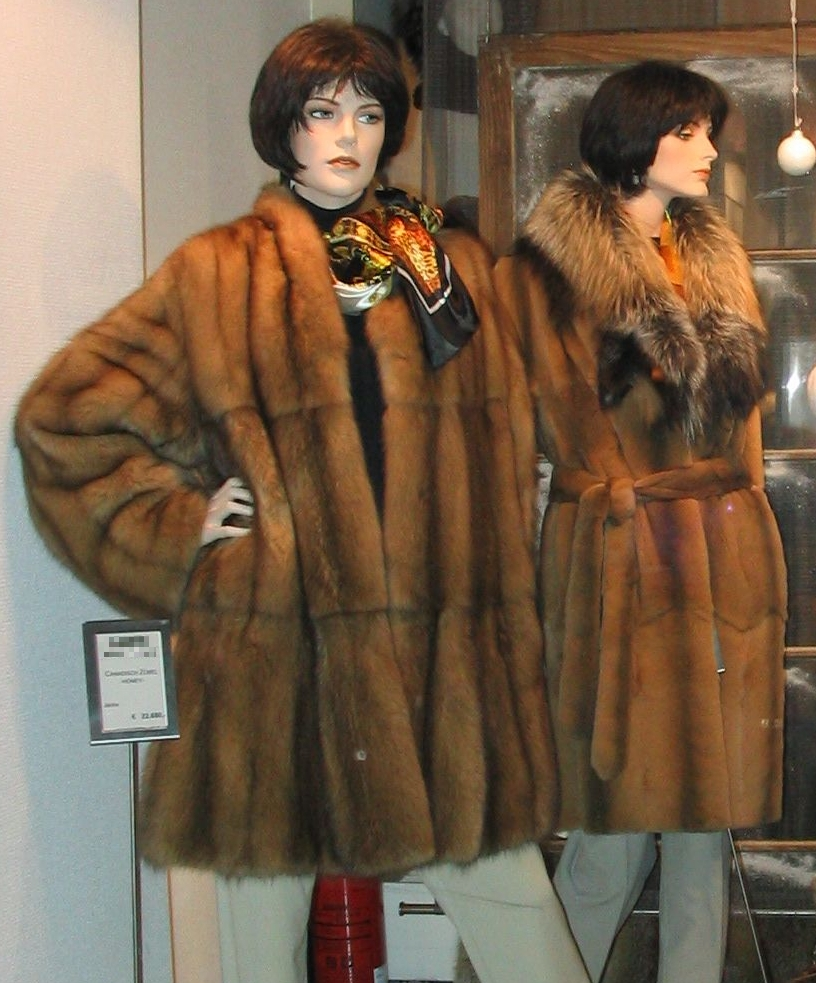
Im Vordergrund Kurzmantel aus Amerikanischem Zobel (2006)

Das Fichtenmarderfell wird im Rauchwarenhandel in der Regel als Amerikanischer Zobel oder Kanadischer Zobel gehandelt. Die Struktur des Fells ist dem Zobel zwar ähnlich, auch gehört der Fichtenmarder zur Gattung der Echten Marder, doch gleicht er in Gestalt, Färbung und Lebensweise eher dem europäischen Baummarder. Wegen seiner Ähnlichkeit mit dem wertgeschätzten russischen Zobel gehört der Pelz zu den begehrten Fellarten. Der Fichtenmarder lebt in bewaldeten Landstrichen von Neufundland, Kanada und Alaska, außerdem im Westen der USA südlich bis Neu-Mexiko und der Sierra Nevada.

## Fell
Das Fell männlicher Fichtenmarder hat eine Kopf-Rumpf-Länge von 55 bis 64 Zentimeter, das weiblicher Tiere von 49 bis 60 Zentimeter, der dicht behaarte Schweif ist 15 bis 20 bzw. 13,5 bis 18 Zentimeter lang. Das dichte, weiche, feinseidige bis seidige, mittellange Haar übertrifft noch das des Baummarders, so dass das Fell höher als der Baummarder aber niedriger als der Russische Zobel bewertet wird. Im Gegensatz zum Winterpelz ist das Sommerfell kurz und grob. Der Fellwechsel findet nur im Sommer statt und erstreckt sich über einen längeren Zeitraum. Bereits im zeitigen Frühjahr beginnen die Leithaare auszufallen und im Sommer wird die Unterwolle abgestoßen. In dieser Zeit erscheint auch der sonst buschige Schweif schlank. Mitte Oktober ist der Winterpelz voll ausgebildet. Die Braunfärbung des Haares zeigt je nach Herkommen hellere, dunklere, gelblichbraune bis tiefdunkelbraune Schattierungen, mitunter erscheint es fast schwarz, die Bauchseite ist heller. Die Unterwolle ist lohfarben. Der Kehlfleck ist oft tieforangefarben, mitunter sind es auch nur angedeutete kleine weißgraue Flecken.
Der Haltbarkeitskoeffizient für Fichtenmarderpelz wird mit 40 bis 50 Prozent angegeben, an anderer Stelle mit 50 bis 60 Prozent. Bei einer Einteilung der Pelztiere in die Feinheitsklassen seidig, fein, mittelfein, gröber und hart wird das Fichtenmarderhaar als fein eingestuft.

## Handel, Geschichte

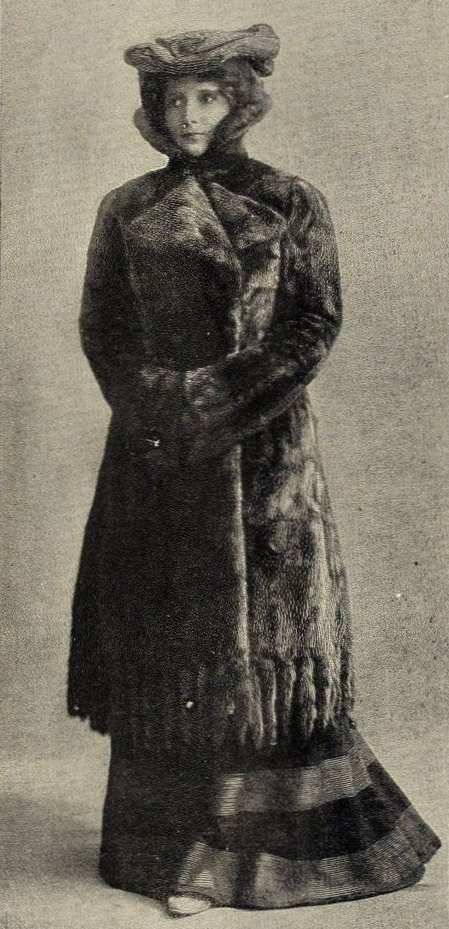
Fichtenmardermantel („Kanadischer Marder“, 1901)

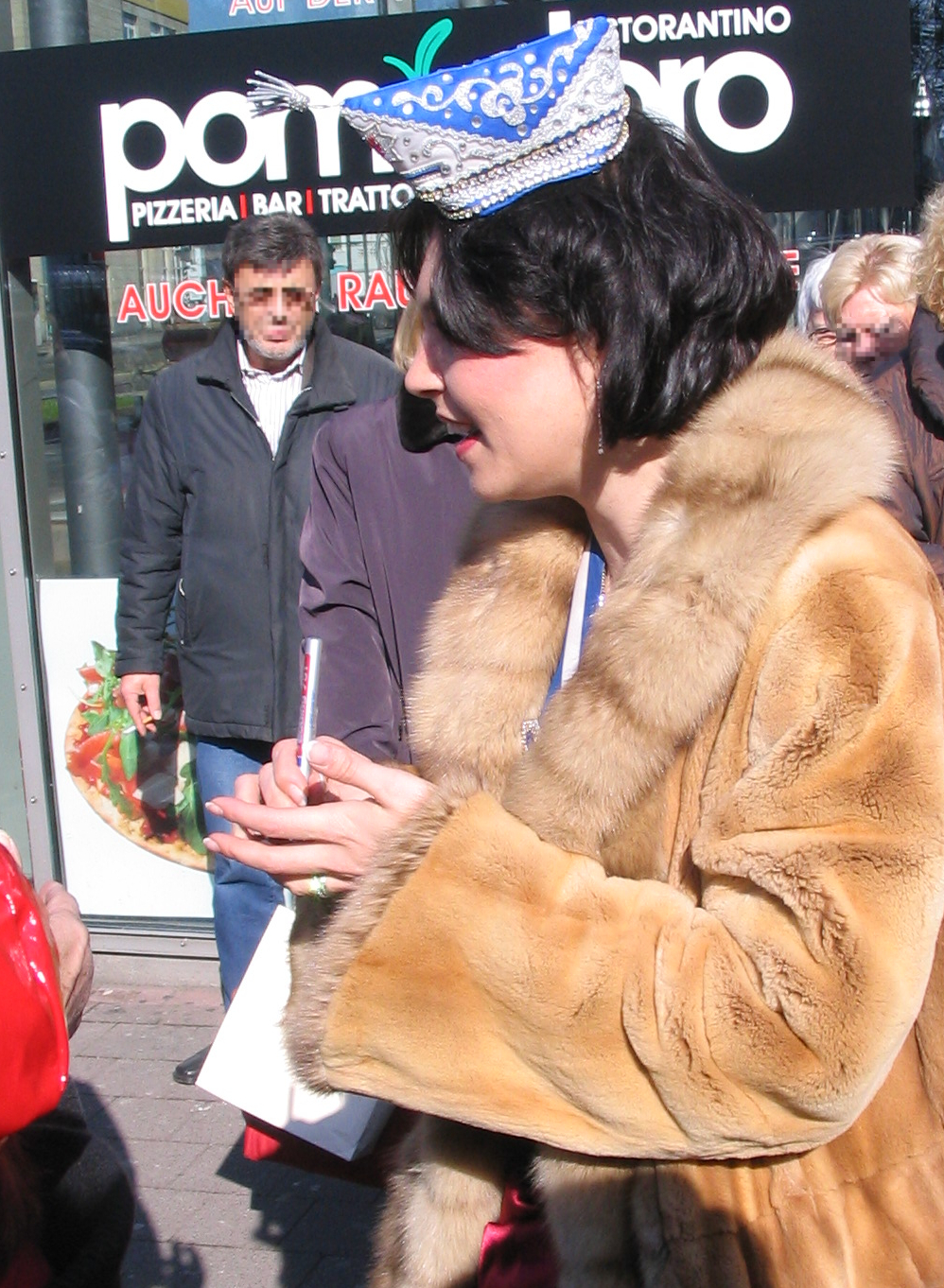
Samtnerzmantel mit Besatz aus Amerikanischem Goldzobel (2010)

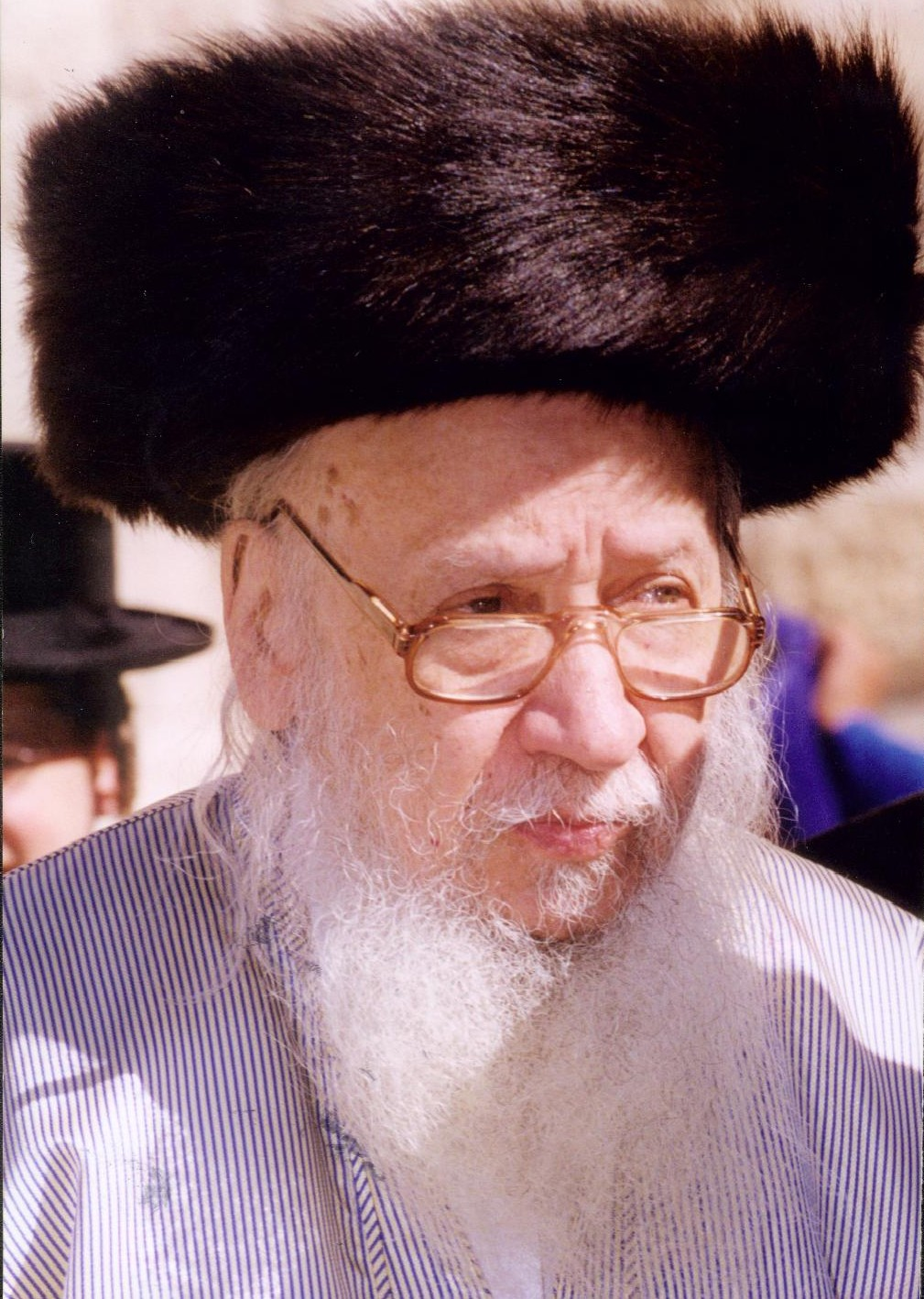
Amerikanischer Rabbiner mit Schtreimel aus gefärbten Amerikanischen Zobelschweifen (2006)

Der Wert des Amerikanischen bzw. Kanadischen Zobels wurde immer geringer eingeschätzt als das Fell des russischen Zobels. Die wertvollsten Felle haben wie der russische Zobel ein silbriges Grannenhaar. Ein amerikanischer Fellhändler berichtet 1927 vom Hörensagen von weißen Zobeln aus Alaska, er selbst hat in seiner Laufbahn nur ein Fell gesehen. Es hieß, die Einheimischen schätzten die weißen Felle so sehr, dass sie im Tausch 20 bis 30 Biberfelle dafür hergaben. Hellfarbige Felle gingen noch Anfang des 19. Jahrhunderts häufig in den Orient, wo unter anderem die Ehrenkhalate, die der Sultan verschenkte, damit gefüttert wurden.
Der jährliche Fellanfall kann mitunter beträchtlich schwanken. Offenbar wegen Nahrungsmangel verschwinden die Tiere etwa alle zehn Jahre aus manchen, bisher bewohnten Gebieten und wandern in andere Regionen ab. Auch können Waldbrände die Populationen erheblich beeinträchtigen.
Vor dem Ersten Weltkrieg gab es in Kanada etwa 11 Farmen für die Fichtenmarderzucht; im Verlauf des Krieges und einer gewissen Vernachlässigung der Fellart durch die Mode in der Nachkriegszeit stellten sämtliche Farmen ihren Betrieb ein.
Anfang des 19. Jahrhunderts kamen jährlich Tausende von Fellen nach Europa. Infolge der übermäßigen Nachstellung war das Tier jedoch immer seltener geworden. 1936 wurden auf der Wildschutzkonferenz in Washington deshalb Schonzeiten eingeführt sowie der Fang genau geregelt und den jeweiligen Beständen angepasst, so dass der jährliche Anfall nur für Kanada 1985/86 wieder 180.000 Felle betrug. Über 75 Prozent des Anfalls kommen aus Kanada, der Rest aus Maine, aus den Bergregionen der westlichen USA und aus Alaska.
Die besten Felle liefert das Gebiet der Hudson Bay, Fort George (FG) und East Maine (EM). Neufundlandfelle sind ebenfalls dunkel und fein im Haar. Felle aus Alaska und dem Nordwesten der USA sind dagegen meist heller, braungelb und etwas gröber.
Eastern kommen aus Ontario, Québec, New Brunswick, Neufundland und Maine. Felle aus dieser Gegend sind tendenziell kleiner und heller in der Farbe als die aus dem Westen. Die besten Qualitäten kommen aus Labrador, sie sind schwer und haben ein sehr dichtes und kräftiges Haar. Die nächstbesten kommen aus Ontario und Zentralquebec, das Haar ist weniger dicht und sie haben ein mittleres Gewicht. Felle aus Zentral- und Nordwest-Ontario und dem südlichen Quebec sind geringer in der Qualität und leichter. Die Pelze aus New Brunswick und Maine sind besonders leicht und tendenziell klein. Felle dieser drei Regionen werden teilweise in eigenen Sortimenten gehandelt.
Handelsbrauch, nach Bachrach
Der New Yorker Fellhändler Max Bachrach schreibt im Jahr 1930 über den Handel mit Amerikanischen Mardern. Üblicherweise brachten die Einheimischen die Pelze zu den Haupthandelsplätzen, rund abgezogen, mit dem Haar nach innen, damit sie während des schwierigen, risikoreichen Transports durch das eisbedeckte Land nicht beschädigt werden. Die Felle wurden zu Bündeln geschnürt auf dem Rücken getragen, dann in Hundeschlitten und mit dem Kanu befördert, bis sie den Handelsstützpunkt erreichen. Der Aufkäufer drehte die Felle dann in der Regel auf die Haarseite, um sie besser sortierbar zu machen und um Schadstellen besser erkennen zu können. Rücksichtsvollere Käufer strapazierten das Leder nicht durch Wenden, zahlten dann aber pro Fell 10 Cent weniger, als Ausgleich, dass sie Fellfehler möglicherweise nicht bemerken konnten.
Zu den Handelssorten sagt Bachrach:
Die kräftige dunkle Fichtenmarderfarbe ist im Allgemeinen auf die Arten, die aus den östlichen kanadischen Sektionen kommen beschränkt, aber nicht alle von dort sind dunkel. Der Farbbereich erstreckt sich von einem blauschwarzen Farbton bis hin zu einem blassen Kanariengelb, der kanariengelbe Ton ist nur gefärbt zu gebrauchen.
Gruppe A des westlichen Typs (Western) sind durchschnittlich weniger unterschiedlich in der Farbe als die meisten der übrigen, weil sie nicht so extrem dunkle Felle enthalten wie sie in den östlichen (Eastern) gefunden werden, es gibt keine so sehr blassen, die ein Färben erfordern. Die meisten dieser Felle werden im Oberhaar geblendet.
Eine Ausnahme jedoch findet sich im Anfall aus der Kaskadenkette, eine Gebirgskette in den Rocky Mountains, die in den Staaten von Oregon, Washington und Lower Columbia liegt. Bei dieser Art hat die Farbe eine orange Tönung, besonders im hinteren Körperteil, sie eignen sich nur zum Färben, da ein Blenden die kräftige Tönung nicht ausreichend überdecken würde.
Gruppe B, ausgenommen ein paar dunkle Exemplare aus den nördlichen Teilen, ist üblicherweise mittelbraun bis blass in der Farbe, erreicht jedoch nicht das Kanariengelb, das bei den östlichen Varietäten gefunden wird, die Felle sind so hell, dass sie ebenfalls einen Farbprozess erfordern.
Die Sortierung nach Farbe entspricht der des Eastern Typs mit seinen dunklen Fellen: besonders Dunkel (Choice Dark), Dunkel, Dunkelbraun, Braun, Blass, Rötlich. Überhaupt sollten die Farbbezeichnungen zwischen den Regionen übereinstimmen, dunkle Marder aus den Hudson Bay Distrikten sollten im Grad der Dunkelung beispielsweise denen der Provinz Quebec entsprechen.
Die Größen werden in jeder Sektion unabhängig von den anderen klassifiziert, die Größenbezeichnungen sind Extra Large, Large, Medium und Small. Die Felle der Gruppe B, im Western Typ, sind die größten, wohingegen die Eastern die kleinsten sind. Die Gruppe A der Western liegt zwischen diesen beiden Typen.

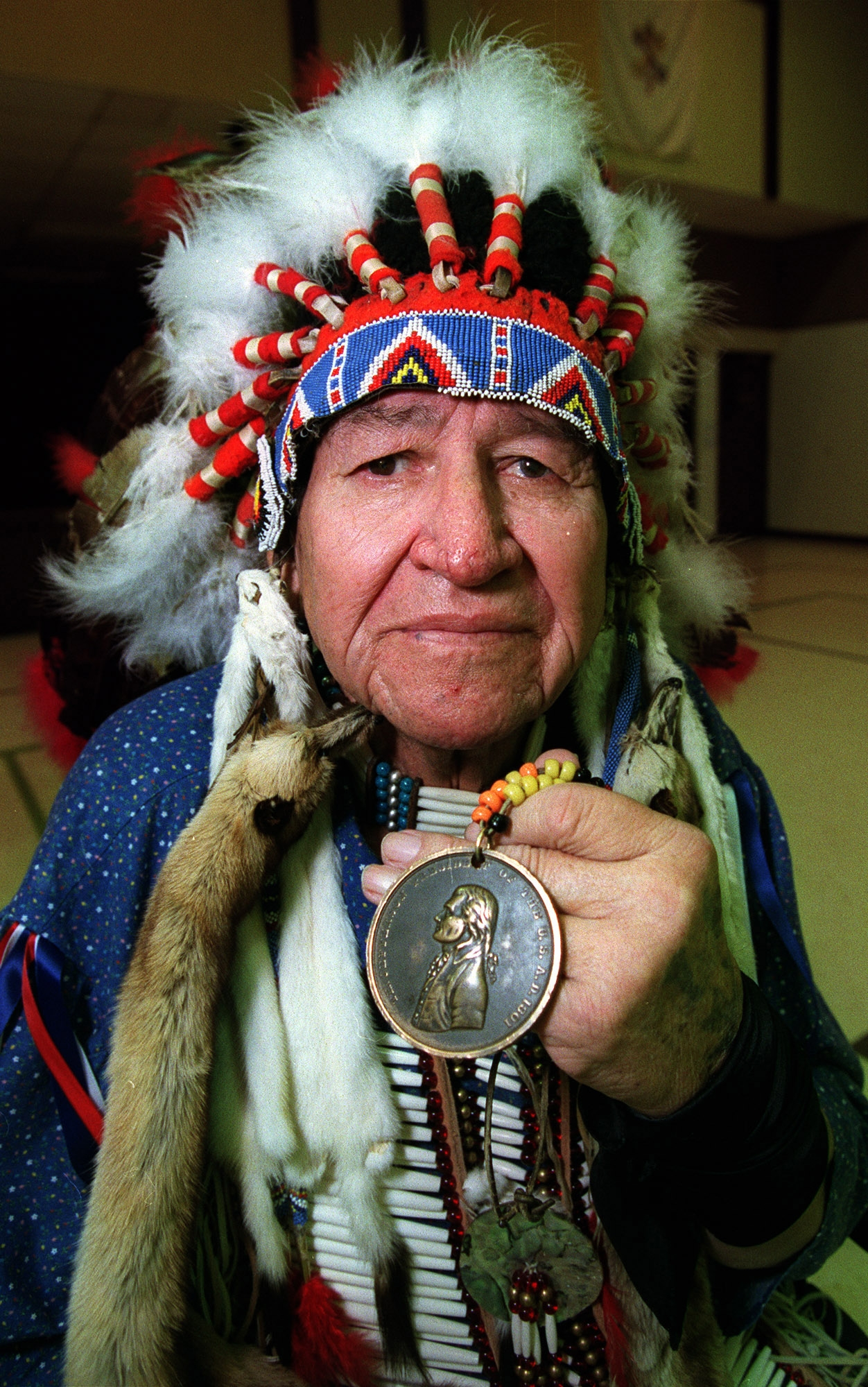
Siouxhäuptling, Federschmuck mit Hermelinfellen und einem Fichtenmarderfell (2001)

Die Hudson’s Bay Company unterschied nach
- Herkommen:

MKR (Mackenzie River), WA (Westarktis), EB (Eskimo-Bai), FG (Fort George), EM (East Main), MR (Moose River), LS (Oberer See), CANA (Kanada), ALASKA, YUKON, NW (Nordwest), Coast (Küstenregion)
- Größen:

exlarge (über 21 inch), large (über 18 inch), medium, small (unter 18 inch)
- Sorten:

I, II, III, IV, smalls, slightly and badly damaged, low grades, thin
- Farben:

exdark, ark, brown, light brown, pale, light pale

## Verarbeitung
Dunkelfarbige Felle wurden meist naturell verarbeitet, die meisten fallen hell an und werden entweder gebleicht, gefärbt oder aber geblendet. Beim Blenden wird die Farbe vom Haar her mit der Bürste aufgetragen, so dass das unterste Haar ungefärbt bleibt und damit der Eindruck einer natürlichen Färbung erhalten bleibt. Blenden und Färben sollen in der Regel das Fell dem russischen Zobel ähnlicher machen, aber auch Fantasiefarben, insbesondere der jeweiligen Textilmode entsprechend, werden angeboten. Sehr häufig werden die Felle gebleicht, um dann als Amerikanischer oder Kanadischer Goldzobel in den Handel zu kommen.
Die Fellverarbeitung entspricht der des russischen Zobels. Für Mäntel und Jacken werden, je nach Mode und Modell, die Felle entweder übereinander gesetzt oder ausgelassen verarbeitet. Beim Auslassen werden die Felle auf Kosten der Breite durch V- bzw. A-förmige Schnitte verlängert. Bei dieser Arbeitstechnik entstehen schmale Streifen in der Länge des Kleidungsstücks, das dadurch gleichzeitig einen besonders fließenden Fall bekommt. Auch komplizierte Streifenführungen lassen sich hiermit verwirklichen. Für Streifen, die über eine einfache Jackenlänge hinausgehen, werden zuvor Felle in schwieriger Kürschnerarbeit zu scheinbar einem Fell ineinander geschnitten. Seit etwa vor 2000 wird jedoch bei allen Pelzarten, ganz besonders aber beim Zobel, zunehmend die aufgesetzte Verarbeitung bevorzugt (2012).
Die Verwendung ist die gleiche wie die des russischen Zobels, hauptsächlich für Besätze und Großkonfektion (Jacken und Mäntel, gelegentlich Felldecken); auch die Verarbeitung ist wie die des russischen Zobelfells. Im Jahr 1965 wurde der Fellverbrauch für eine für einen Amerikanischer-Zobel-Mantel ausreichende Felltafel mit 60 bis 70 Fellen angegeben (sogenanntes Mantel-„Body“). Zugrundegelegt wurde eine Tafel mit einer Länge von 112 Zentimetern und einer durchschnittlichen Breite von 150 Zentimetern und einem zusätzlichen Ärmelteil. Das entspricht etwa einem Fellmaterial für einen leicht ausgestellten Mantel der Konfektionsgröße 46 des Jahres 2014. Die Höchst- und Mindest-Fellzahlen können sich durch die unterschiedlichen Größen der Geschlechter der Tiere, die Altersstufen sowie deren Herkunft ergeben. Je nach Pelzart wirken sich die drei Faktoren unterschiedlich stark aus.
Die bei der Verarbeitung abfallenden Fellreste werden wie bei den meisten anderen Fellarten ebenfalls genutzt. Insbesondere die Pfoten, Köpfe, Kehlen, vorderen Bruststücke (Nourkulemi) und hinteren Bauchstücke (Thiliki)  werden zu Bodys zusammengesetzt, um dann als Pelzhalbfabrikate weiter gehandelt und verarbeitet zu werden. Hauptorte der Pelzresteverwertung, aus Ursprüngen im 14. bis 15. Jahrhundert entstanden, sind das griechische Kastoria und der in der Nähe gelegene kleinere Ort Siatista. Die Schweife werden besonders geschätzt, vor allem in Nordamerika, wo sie zur Herstellung der fast wagenradgroßen Kopfbedeckung chassidischer Juden, dem Schtreimel, verwendet werden. Sie erzielen einen höheren Preis als die Schweife russischer Zobel und werden seit Jahren zur Verwendung für Schtreimels auch aus Europa nach Amerika reimportiert (2009).

## Zahlen
Detaillierte Handelszahlen über nordamerikanische Rauchwaren finden sich bei
Emil Brass: Aus dem Reiche der Pelze. 2. verbesserte Auflage, Verlag der „Neuen Pelzwaren-Zeitung und Kürschner-Zeitung“, Berlin 1925
Emil Brass: Aus dem Reiche der Pelze (1911) im Internetarchiv: archive.org
Milan Novak u. a., Ministry of Natural Resources: Wild furbearer management and conservation in North America.  Ontario 1987 (englisch). ISBN 0-7778-6086-4
Milan Novak u. a., Ministry of Natural Resources: Furbearer Harvests in North America, 1600-1984, Anhang zu vorstehendem Wild furbearer management and conservation in North America.  Ontario 1987 (englisch). ISBN 0-7729-3564-5
- 1658 handelten die American Companies 6 Felle, für die zehn Jahre bis 1674 ebenfalls jährlich je 6 Stück (dies sind die frühesten Zahlen einer Statistik des Ministry of Natural Resources aus dem Jahr 1987, die Aufzeichnungen über den Anfall nordamerikanischer Rauchwaren umfasst. Diese nicht wahrscheinliche, jährlich gleiche Handelsmenge der Gesellschaft wird dort nicht näher erläutert).[13]
- 1700 verzeichnete die Hudson’s Bay Company ein Aufkommen von 6291 Amerikanischen Zobelfellen.[13]
- Von der Hudson’s Bay Company gelangten folgende Mengen Amerikanischer Zobel zum Verkauf, in den Jahren

1726: 5680 Stück, höchster Preis 10 [engl. ₤] p. St.
1727: 5940, höchster Preis 7 / 10 p. St.
1728: 9520, höchster Preis 7 / p. St.
1729 betrug der Preis  5/8-10 / p. St.
- 1733 betrug die Einfuhr der Hudson’s Bay Company  4559 Zobel, gerechnet im Wert von 1519 Bibern (die damals dort übliche Verrechnungseinheit).[6]

- 1740, am 20. Dezember verkaufte die Hudson’s Bay Company in London 16.300 Zobel à 7/10 [₤] per Fell und 2360 beschädigte Zobel à 4 sh. per Fell.[6]

- 1743, im November kamen durch die Hudson’s Bay Company 12.370 Zobel zum Verkauf zu einem Gesamtpreis von 4242,7 ₤ und 2360 beschädigte zu 442,10 ₤.[6] Die Haupt-Auktion folgte aber erst März 1744, wobei das doppelte Quantum [aller Fellarten] verkauft, im Gesamtwert [aller Fellarten] von ca. 40.000 ₤. Im ganzen also ca. 60.000 ₤ Gegenwert für die im Jahre 1740 herausgesandten 3800 ₤ europäische Waren [unklar].[6]

- 1752-1890

|      |        |  | 1761 | 18.547 |  | 1771 | 22.496 |  | 1781 | 18.277 |  | 1791 | 20.954 |  | 1801 | 22.949 |  | 1811 | 11.339 |  | 1821 | 69.995  |  | 1831  | 96.450  |  | 1841 | 57.848  | 1851 | 80.005  |  | 1861 | 74.062  |  | 1871 | 54.333  | 1881 | 54.370 |
| 1752 | 24.639 |  | 1762 | 13.389 |  | 1772 | 12.626 |  | 1782 | 7.466  |  | 1792 | 21.095 |  | 1802 | 18.265 |  | 1812 | 24.425 |  | 1822 | 87.884  |  | 1832  | 37.954  |  | 1842 | 63.529  | 1852 | 90.633  |  | 1862 | 78.035  |  | 1872 | 64.587  | 1882 | 66.821 |
| 1753 | 25.725 |  | 1763 | 17.332 |  | 1773 | 9.891  |  | 1783 | 13.420 |  | 1793 | 11.639 |  | 1803 | 9.893  |  | 1813 | 9.900  |  | 1823 | 62.861  |  | 1833  | 17.732  |  | 1843 | 70.532  | 1853 | 85.603  |  | 1863 | 105.659 |  | 1873 | 62.488  | 1883 | 70.802 |
| 1754 | 10.787 |  | 1764 | 11.814 |  | 1774 | 16.739 |  | 1784 | 13.800 |  | 1794 | 8.627  |  | 1804 | 17.182 |  | 1814 | 23.106 |  | 1824 | 61.216  |  | 1834  | 64.490  |  | 1844 | 71.954  | 1854 | 127.019 |  | 1864 | 115.430 |  | 1874 | 125.733 | 1884 | 78.775 |
| 1755 | 9.671  |  | 1765 | 7.558  |  | 1775 | 19.742 |  | 1785 | 16.322 |  | 1795 | 15.547 |  | 1805 | 22.318 |  | 1815 | 21.787 |  | 1825 | 61.520  |  | 1835  | 61.005  |  | 1845 | 103.621 | 1855 | 177.052 |  | 1865 | 150.192 |  | 1875 | 87.803  | 1885 | 78.857 |
| 1756 | 6.050  |  | 1766 | 8.066  |  | 1776 | 18.143 |  | 1786 | 23.365 |  | 1796 | 25.787 |  | 1806 | 40.182 |  | 1816 | 16.628 |  | 1826 | 88.839  |  | 1836l | 56.893  |  | 1846 | 148.670 | 1856 | 175.494 |  | 1866 | 115.560 |  | 1876 | 84.439  | 1886 | 50.842 |
| 1757 | 5.352  |  | 1767 | 20.768 |  | 1777 | 17.798 |  | 1787 | 27.960 |  | 1797 | 30.374 |  | 1807 | 40.476 |  | 1817 | 56.648 |  | 1827 | 105.561 |  | 1837  | 156.168 |  | 1847 | 146.137 | 1857 | 132.752 |  | 1867 | 9.114   |  | 1877 | 83.835  | 1887 | 72.939 |
| 1758 | 7.882  |  | 1768 | 19.949 |  | 1778 | 16.730 |  | 1788 | 25.070 |  | 1798 | 18.488 |  | 1808 | 33.706 |  | 1818 | 65.139 |  | 1828 | 83.417  |  | 1838  | 83.709  |  | 1848 | 115.323 | 1858 | 136.451 |  | 1868 | 163.088 |  | 1878 | 55.439  | 1888 | 64.179 |
| 1759 | 20.295 |  | 1769 | 15.897 |  | 1779 | 17.484 |  | 1789 | 23.901 |  | 1799 | 22.875 |  | 1809 | 2.350  |  | 1819 | 65.851 |  | 1829 | 73.860  |  | 1839  | 63.129  |  | 1849 | 65.558  | 1859 | 120.430 |  | 1869 | 67.072  |  | 1879 | 52.578  | 1889 | 72.713 |
| 1760 | 22.465 |  | 1770 | 26.547 |  | 1780 | 22.060 |  | 1790 | 18.847 |  | 1800 | 30.053 |  | 1810 | 51.807 |  | 1820 | 62.411 |  | 1830 | 25.524  |  | 1840  | 56.860  |  | 1850 | 66.069  | 1860 | 77.844  |  | 1870 | 50193   |  | 1880 | 49.529  | 1890 | 64.689 |

- 1855 kam mit 176.000 Stück aus dem Hudsongebiet und 15.000 aus Kanada und den USA die größte jährliche Anzahl von Fellen im 19. Jahrhundert in den Handel.[6]

- 1874 kamen aus dem Hudsonsbaygebiet 125.000 und aus dem übrigen Nordamerika 32.000 Felle; ein Jahr später 87.000 und 34.000. Im 19. Jahrhundert wurde danach die Hunderttausend nicht wieder erreicht.[6]

- Um 1910 betrug der Jahresanfall an Fichtenmarderfellen wegen der reduzierten Bestände nur noch 8000 Felle.[8]

- Vor 1926 kamen aus dem Hudsonsbaygebiet  jährlich 30.000 bis 500.000 Felle, außerdem brachte die Firma C. M. Lampson 20.000 bis 30.000 Felle zum Verkauf. Der Preis je Fell betrug je nach Qualität 100 bis 200 Mark. Hauptabnehmerländer waren zu der Zeit England und die USA, in Deutschland wurde die Pelzart verhältnismäßig wenig gekauft.[6]

- 1930

| Größenvergleich Amerikanischer Zobelfelle | Größenvergleich Amerikanischer Zobelfelle | Größenvergleich Amerikanischer Zobelfelle | Größenvergleich Amerikanischer Zobelfelle | Größenvergleich Amerikanischer Zobelfelle | Größenvergleich Amerikanischer Zobelfelle | Größenvergleich Amerikanischer Zobelfelle |  |
| Sorten („Section“)                        | Größen                                    | Größen                                    | Größen                                    | Größen                                    |                                           |                                           |  |
| Sorten („Section“)                        | XL                                        | L                                         | M                                         | S                                         | Farbe                                     | Struktur                                  |  |
| ----------------------------------------- | ----------------------------------------- | ----------------------------------------- | ----------------------------------------- | ----------------------------------------- | ----------------------------------------- | ----------------------------------------- |  |
| Ostkanada                                 | 30                                        | 26                                        | 25                                        | 23                                        | kanariengelb bis dunkel                   | seidig                                    |  |
| Alaska                                    | 32                                        | 28                                        | 26                                        | 24                                        | braun                                     | grob                                      |  |
| Nordwestkanada                            | 33                                        | 31                                        | 26                                        | 24                                        | blassbraun                                | mittelgrob                                |  |
| Oregon und Küste                          | 30                                        | 27                                        | 26                                        | 25                                        | orange Färbung                            | sehr grob                                 |  |

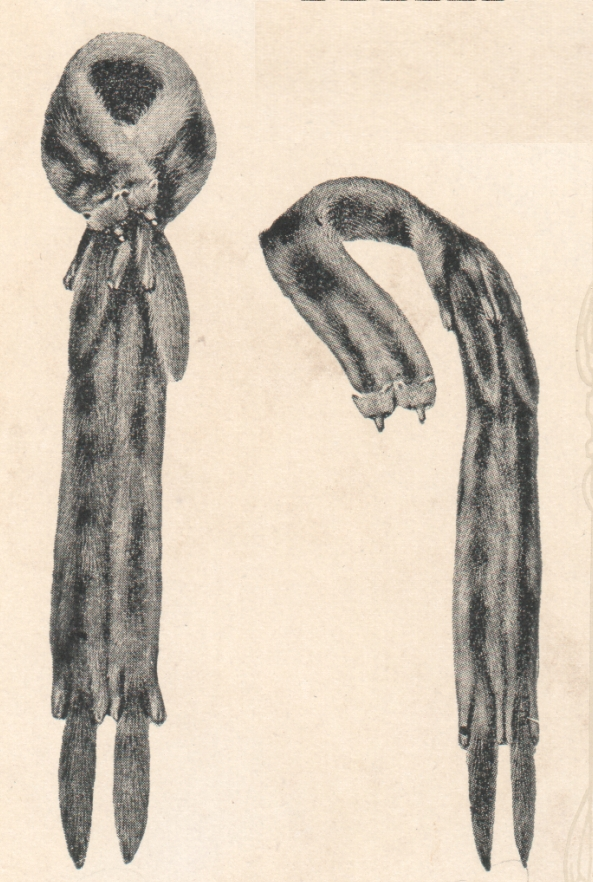
Krawatten aus Amerikanischem Zobel (Kürschner H. Peter, Augsburg 1908)

- 1982/83, in dieser Saison belief sich der gesamte Jahresanfall in Nordamerika auf 150.000, davon in Kanada auf 100.000 Felle.[8]

- 1985/86, in dieser Saison betrug der Jahresanfall nur in Kanada 180.000 Felle.[8]

- 1985/86  kamen dank vorangegangener umfangreicher Schutzmaßnahmen und strenger Regelung allein aus Kanada wieder 180.000 Felle auf den Markt.[8]

## Siehe auch

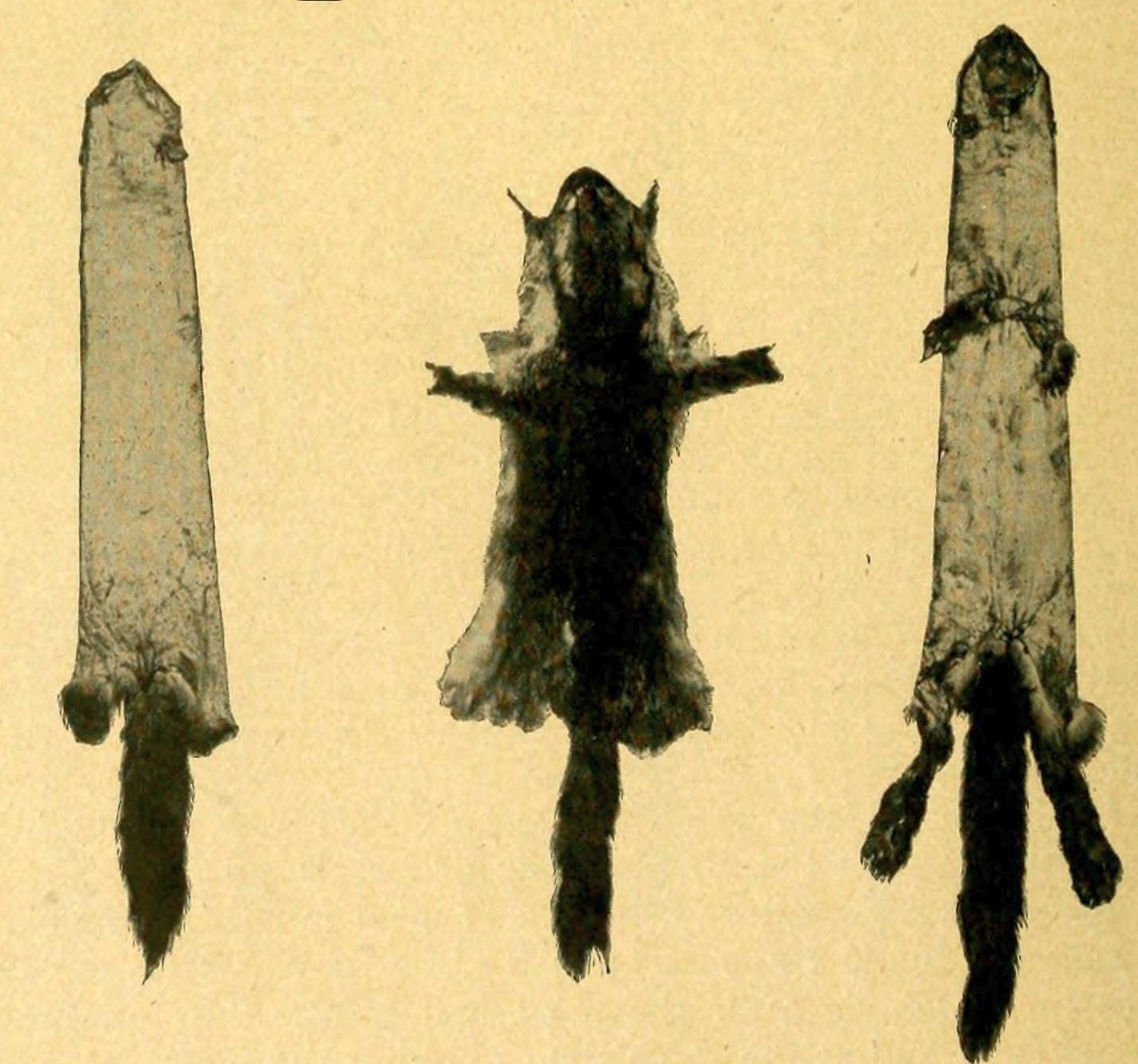
Rohe Fichtenmarderfelle (Leder außen, Rücken- und Bauchseite), in der Mitte aufgeschnittes Fell (1906)

## Anmerkung
1. ↑  Die angegebenen vergleichenden Werte (Koeffizienten) sind das Ergebnis vergleichender Prüfung durch Kürschner und Rauchwarenhändler in Bezug auf den Grad der offenbaren Abnutzung. Die Zahlen sind nicht eindeutig, zu den subjektiven Beobachtungen der Haltbarkeit in der Praxis  kommen in jedem Einzelfall Beeinflussungen durch Pelzzurichtung und Pelzveredlung sowie zahlreiche weitere Faktoren hinzu. Eine genauere Angabe könnte nur auf wissenschaftlicher Grundlage ermittelt werden. Die Einteilung erfolgte in Stufen von jeweils 10 Prozent. Die nach praktischer Erfahrung haltbarsten Fellarten wurden auf 100 Prozent gesetzt.